# Burton Agnes
Burton Agnes – wieś w Anglii, w hrabstwie East Riding of Yorkshire. Leży 35 km na północ od miasta Hull i 283 km na północ od Londynu. W 2001 miejscowość liczyła 496 mieszkańców.